# 468 a. C.
El año 468 a. C. fue un año del calendario romano prejuliano. En el Imperio romano se conocía como el Año del consulado de Barbado y Prisco (o menos frecuentemente, año 286 Ab urbe condita). 

## Acontecimientos

### Grecia
- Tropas de Argos capturan Micenas y expulsan a sus habitantes.
- Cimón derrota a la flota persa dirigida por Ariomandes en Eurimedonte (Panfilia-Asia Menor).
- Fin de la II Guerra Médica. Atenas conserva Jonia, y expulsa a los persas del Quersoneso.

### República Romana
- Conquista de Ancio, capital de los volscos, por el cónsul romano Tito Quincio, luego de derrotar a los ejércitos volscos y ecuos. Rendición de los ecuos.

## Fallecimientos
- Arístides, político ateniense.

- Datos: Q235898